# Lieuwe Westra
Lieuwe Westra (Molenend, 11 settembre 1982 – Zwaagdijk, 14 gennaio 2023) è stato un ciclista su strada olandese con caratteristiche di cronoman, professionista dal 2009 al 2016.

## Carriera

### 2006-2008: il dilettantismo
Nel 2006, a ventiquattro anni, Westra fu ingaggiato dalla formazione Continental olandese KrolStonE. Nella stagione successiva ottenne la prima vittoria nel calendario internazionale UCI Europe, aggiudicandosi una tappa a cronometro nell'OZ Wielerweekend (concluse poi la corsa al quarto posto); nello stesso anno chiuse quarto anche nella prova a cronometro dei campionati olandesi, oltreché quarto nel prologo e secondo nella sesta tappa, una cronometro, dell'Olympia's Tour.
Nel 2008 si aggiudicò la vittoria di una tappa al Tour Alsace in Francia. Fu inoltre secondo all'Olympia's Tour, terzo nella Schaal Sels e nel Duo Normand (cronocoppie con Jos Pronk), quinto nella Hel van het Mergelland, sesto alla Ronde van Overijssel e al Tour du Loir-et-Cher, e nono ai campionati nazionali a cronometro. Questi risultati gli permisero di terminare la stagione come miglior corridore della squadra nella classifica individuale dell'UCI Europe Tour, in ottantanovesima posizione.

### 2009-2013: gli anni alla Vacansoleil
Nel 2009 passò tra le file del team Professional Continental Vacansoleil: divenne così, a 26 anni, professionista a tutti gli effetti. Quell'anno ottenne tre vittorie, nell'Arno Wallaard Memorial e nel Tour de Picardie (tappa e classifica finale), e partecipò per la prima volta ad un Grande Giro, la Vuelta a España, concludendolo all'ottantasettesimo posto. Nella stagione seguente fu quindi terzo ai campionati nazionali a cronometro e nella Chrono des Nations - Les Herbiers Vendée.
Nel 2011 la Vacansoleil-DCM ottenne la licenza ProTeam, potendo così partecipare a tutte le competizioni dell'UCI World Tour. Westra vinse la Classic Loire-Atlantique e la prima tappa del Giro del Belgio, disputata a cronometro; si classificò inoltre secondo alla Driedaagse De Panne e terzo nella cronometro di Signal-de-Bougy al Tour de Romandie. Alla fine della stagione si piazzò quindi ottavo nella prova a cronometro dei campionati del mondo di Copenaghen.
Nel marzo del 2012 conseguì la prima vittoria in carriera nel World Tour, aggiudicandosi la quinta tappa della Paris-Nice, quella con arrivo in salita a Mende: concluderà secondo in graduatoria generale. Sempre in quella primavera chiuse secondo anche alla Driedaagse De Panne e al Giro del Belgio. Nel prosieguo di stagione fece quindi suo per la prima volta il titolo nazionale Elite a cronometro; vinse poi anche una tappa e la classifica finale del Post Danmark Rundt. Tra luglio e agosto aveva peraltro partecipato ai Giochi olimpici di Londra, gareggiando sia nella prova in linea che in quella a cronometro su strada.
Nella stagione 2013, ancora tra le file della Vacansoleil, si aggiudica la prima tappa del Tour of California e si riconferma campione nazionale Elite a cronometro. In agosto viene ufficializzato il suo trasferimento all'Astana Pro Team a partire dalla stagione 2014 (contratto biennale).

### 2014-2023: l'Astana, il ritiro dal professionismo e la scomparsa
Nel 2014 vince la tappa del Montjuïc alla Volta Ciclista a Catalunya e una frazione al Critérium du Dauphiné, partecipando anche al Tour de France come gregario del poi vincitore Vincenzo Nibali. Nel 2015 non va oltre un secondo posto di tappa al Tour Down Under, mentre nel marzo 2016 vince la classifica generale della Driedaagse De Panne - Koksijde grazie a un terzo e a un quarto posto parziali. Nella seconda parte di stagione è spesso inattivo, non riuscendo più a concludere gare dopo il Tour de Suisse corso in giugno.
A inizio gennaio 2017 annuncia a sorpresa il suo ritiro immediato dalle competizioni a causa di una forma di depressione.
Il 25 giugno 2017 torna a correre nella formazione dilettantistica Cycling Team Fryslân.
Il 14 gennaio 2023 è stato trovato morto nella sede della sua attività a Zwaagdijk, frazione del comune di Medemblik, nell'Olanda settentrionale. La causa della prematura scomparsa è stata un'overdose di droga (un mix letale di metanfetamine, MDMA e speed); la famiglia ha confermato la notizia, aggiungedo che l'ex ciclista era dipendente da alcool e sostanze stupefacenti già da tanti anni.

## Palmarès
- 2007 (KrolStonE, una vittoria)

2ª tappa OZ Wielerweekend (Vogelwaarde)
- 2008 (KrolStonE, una vittoria)

2ª tappa Tour Alsace (Cernay)
- 2009 (Vacansoleil, tre vittorie)

Arno Wallaard Memorial
1ª tappa Tour de Picardie (Roisel)
Classifica generale Tour de Picardie
- 2011 (Vacansoleil-DCM, due vittorie)

Classic Loire-Atlantique
Prologo Giro del Belgio (Buggenhout, cronometro)
- 2012 (Vacansoleil-DCM, quattro vittorie)

5ª tappa Parigi-Nizza (Onet-le-Château > Mende)
Campionati olandesi, Prova a cronometro
5ª tappa Post Danmark Rundt (Kerteminde, cronometro)
Classifica generale Post Danmark Rundt
- 2013 (Vacansoleil-DCM, due vittorie)

1ª tappa Tour of California (Escondido > Escondido)
Campionati olandesi, Prova a cronometro
- 2014 (Astana Pro Team, due vittorie)

7ª tappa Volta Ciclista a Catalunya (Barcellona > Barcellona (Montjuïc))
7ª tappa Critérium du Dauphiné (Ville-la-Grand > Finhaut-Emosson)
- 2016 (Astana Pro Team, una vittoria)

Classifica generale Driedaagse De Panne - Koksijde

### Altri successi
- 2010 (Vacansoleil-DCM)

Classifica scalatori Vuelta a Murcia
- 2011 (Vacansoleil-DCM)

Classifica scalatori Driedaagse De Panne - Koksijde

## Piazzamenti

### Grandi Giri
- Tour de France

2011: 128º
2012: ritirato (11ª tappa)
2013: ritirato (21ª tappa)
2014: 79º
2015: 77º
- Vuelta a España

2009: 87º
2013: ritirato (14ª tappa)

### Classiche monumento
- Giro delle Fiandre

2009: 78º
2010: 92º
2012: ritirato
2016: ritirato
- Parigi-Roubaix

2009: ritirato
2015: ritirato
2016: 113º
- Liegi-Bastogne-Liegi

2011: ritirato
2012: ritirato
2014: 123º
2015: ritirato
- Giro di Lombardia

2009: 92º

### Competizioni mondiali
- Campionati del mondo

Copenaghen 2011 - Cronometro Elite: 8º
Limburgo 2012 - Cronometro Elite: 38º
Toscana 2013 - In linea Elite: 27º
- Giochi olimpici

Londra 2012 - In linea: 97º
Londra 2012 - Cronometro: 11º